# ラルフ・バートン

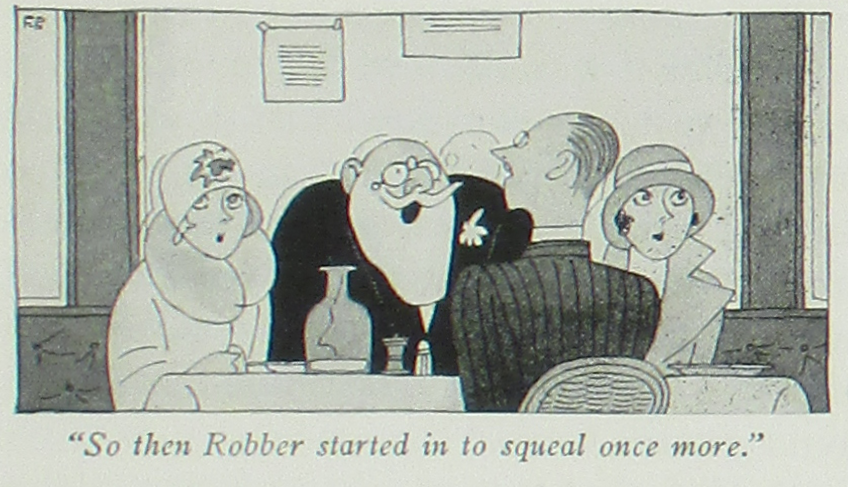
ラルフ・バートン作「紳士は金髪がお好き」（1925年のアニタ・ルースの小説）の挿絵

ラルフ・バートン（Ralph Waldo Emerson Barton、1891年8月14日 - 1931年5月19日）は、アメリカ合衆国の漫画家、 似顔絵画家である。1920年代に人気のある漫画家になった。

## 略歴
ミズーリ州カンザスシティで弁護士の息子に生まれた。父親は弁護士のを止めて哲学雑誌の出版を始め、母親は優れた肖像画家で美術スタジオを開いていた。ラルフ・バートンは母親の美術への志向を引き継ぎ、10代半ばにはカンザスシティ・スター紙やカンザスシティ・ジャーナル・ポスト紙に漫画やイラストレーションをいくつか掲載された。1908年に高校を中退した。1909年にシカゴ美術館付属美術学校で学ぶためにシカゴに移るが、シカゴになじめず、美術学校の教育にも失望し、数か月でカンザスシティに戻った。
カンザスシティに戻り、結婚した妻と1910年に生まれた娘の生活費を稼ぐために、雑誌の仕事を再開した。1912年にニューヨークのユーモア雑誌「パック（Puck）」に作品が掲載され人気になり、家族でニューヨークに移った。仕事はうまくいっていたが、妻はニューヨークを嫌い、数ヶ月でカンザスシティに戻った。バートンはニューヨークで同郷の画家トーマス・ハート・ベントン (1889-1975)と友人になりスタジオを共有した。
彼の最初の大きなブレークは、バートンがユーモア雑誌「パック」にイラストを売った1912年に来ました。励まされてバートン夫妻はニューヨークに移り、ラルフは「パック」や「マッコール」などの出版物で安定して仕事を得たが、彼の妻はニューヨークの生活に満足しておらず、数ヶ月以内にカンザスシティに戻った。
第一次世界大戦が始まると1915年に、雑誌「パック」に派遣されてフランスに渡り、戦場の場面を取材した。その時にバートンはフランスの様々なものが好きになり、生涯を通じてしばしばパリで一定期間滞在するようになった。
1910年代から1920年代にかけて、カリカチュアの画家として人気になり、多くの有名人のカリカチュアを描いた。1921年9月に「ヴァニティフェア」に139人のハリウッドの人物を描いていた。1924年から「ニューヨーカー」のアートアドバイザーとして働いた。1925年から「コリアーズ・ウィークリー」に連載されたアニタ・ロースのコメディ小説「紳士は金髪がお好き」の挿絵を描き、雑誌「ジャッジ」や「ハーパーズ・バザール」にも寄稿した。
1927年には、フランス政府からレジオンドヌール勲章を受章した。
生涯に4度結婚し、いずれも離婚した。3番目の妻は、バートンと離婚後、劇作家のユージン・オニールと結婚した女優のカーロッタ・モントレー（Carlotta Monterey: 1888-1970）で、4番目の妻はフランスの作曲家ジェルメーヌ・タイユフェール（1892-1983）であったが1926年12月に結婚し、1931年4月に離婚した。
1931年5月19日にマンハッタンのイーストミッドタウンのペントハウスアパートで、拳銃自殺した。39歳であった。亡くなった後、作品の人気も失われた。

## 作品

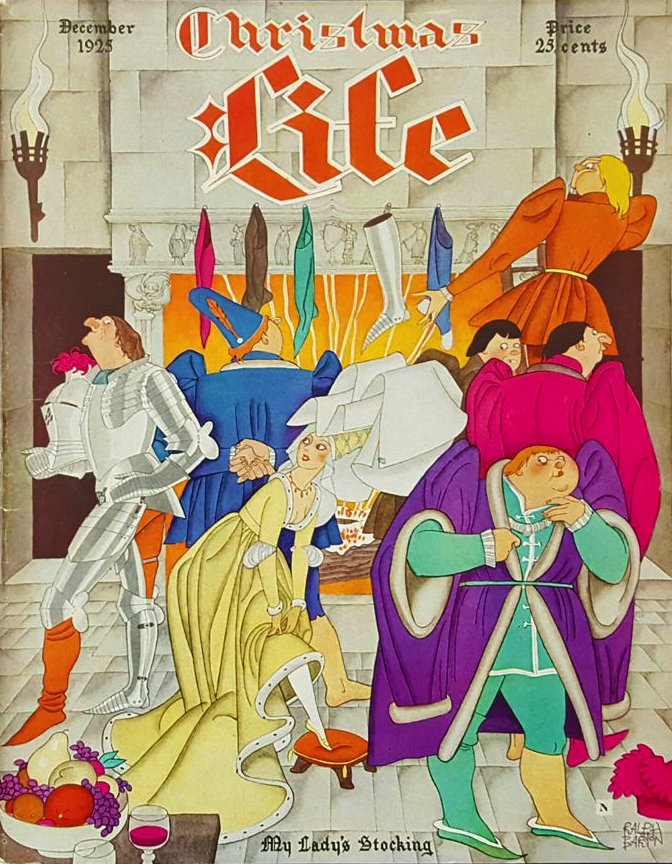
雑誌「LIFE」の表紙(1925)
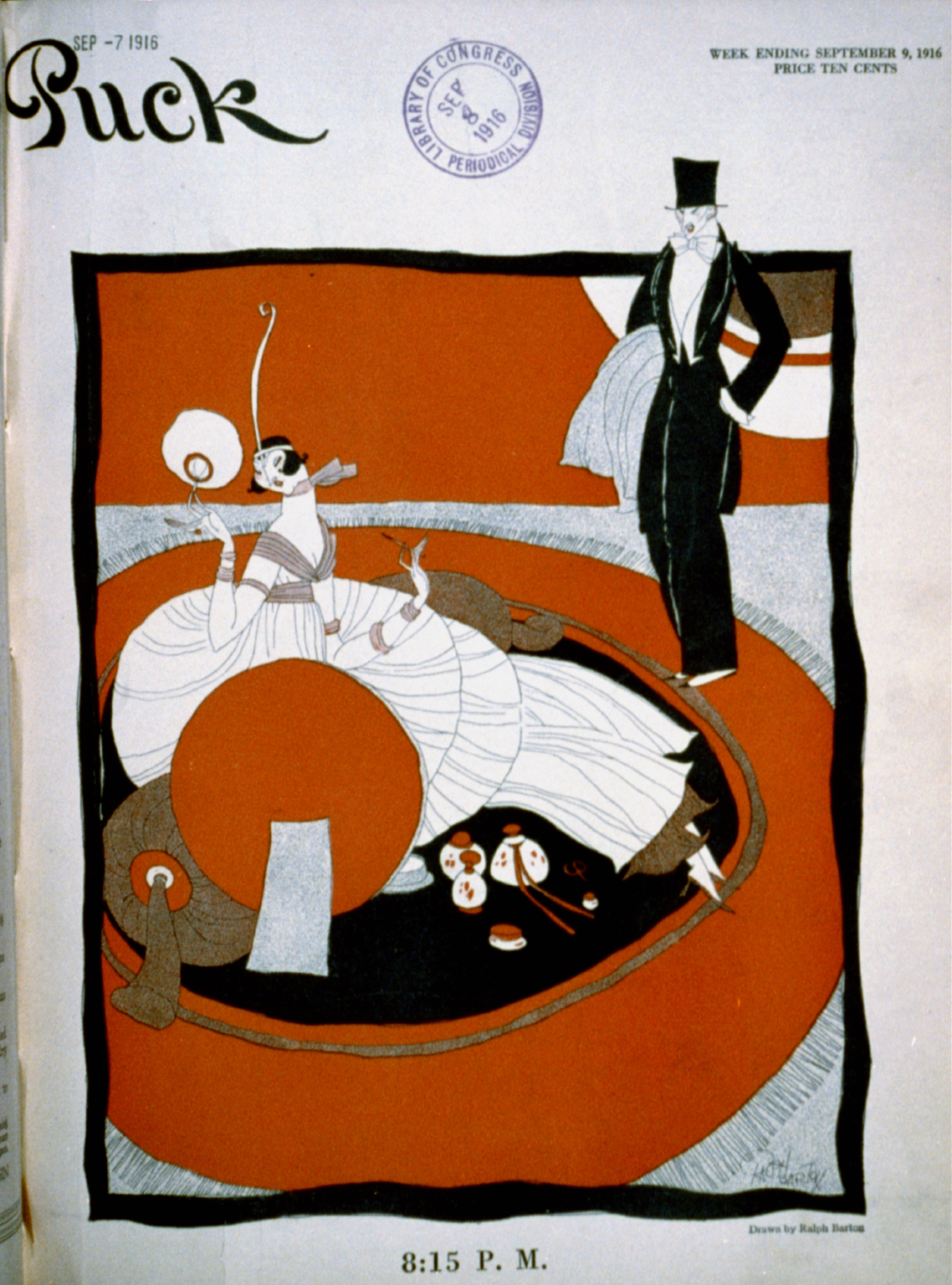
雑誌「Puck」の表紙(1916)
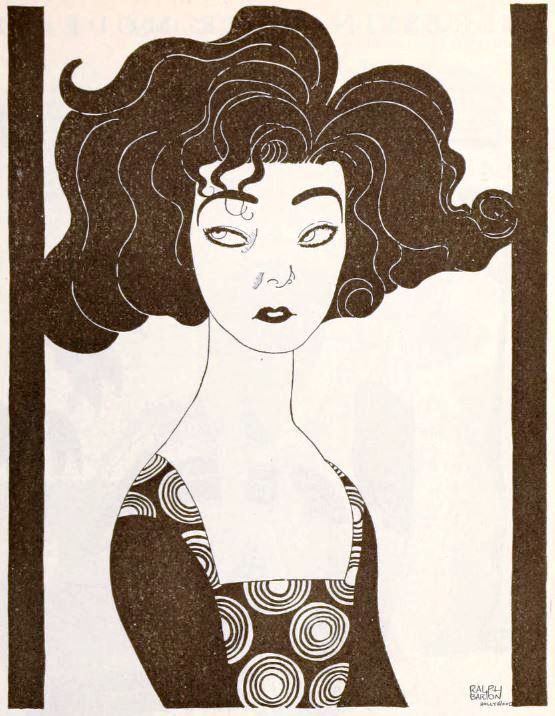
女優アラ・ナジモヴァのカリカチュア
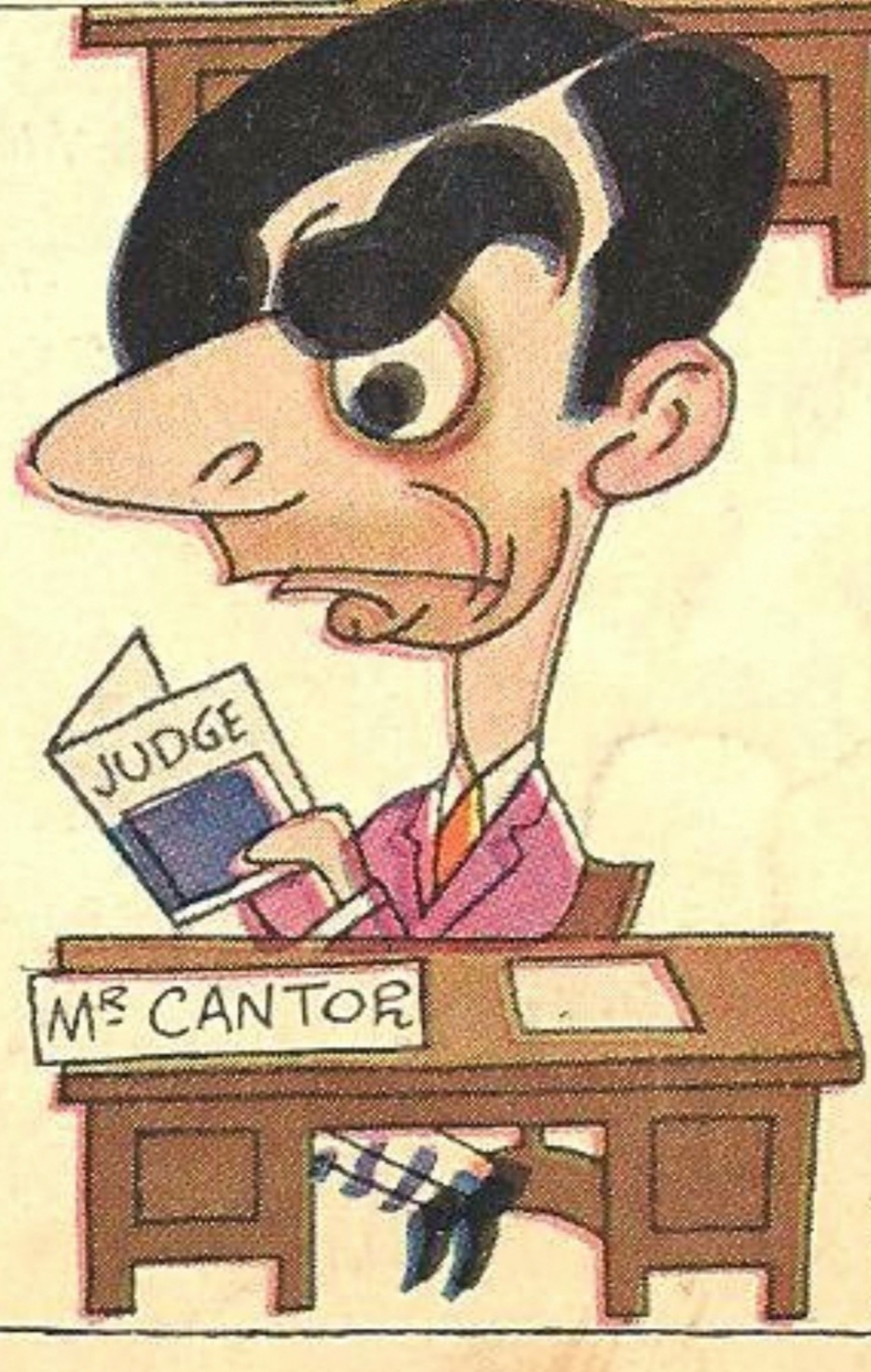
俳優エディ・カンターのカリカチュア